# Дзедзиці (Мазовецьке воєводство)
Дзедзиці (пол. Dziedzice) — село в Польщі, у гміні Бельськ Плоцького повіту Мазовецького воєводства.
Населення — 47 осіб (2011).
У 1975-1998 роках село належало до Плоцького воєводства.

## Демографія
Демографічна структура станом на 31 березня 2011 року:
|          | Загалом | Допрацездатний вік | Працездатний вік | Постпрацездатний вік |
| -------- | ------- | ------------------ | ---------------- | -------------------- |
| Чоловіки | 19      | 5                  | 11               | 3                    |
| Жінки    | 28      | 6                  | 14               | 8                    |
| Разом    | 47      | 11                 | 25               | 11                   |